# The United States vs. Billie Holiday
The United States vs. Billie Holiday is een Amerikaanse biografische dramafilm uit 2021 onder regie van Lee Daniels. De film volgt de bekende jazz-zangeres Billie Holiday, die omwille van haar drugsverslaving een doelwit wordt van de Amerikaanse overheid. De hoofdrollen worden vertolkt door Andra Day, Trevante Rhodes, Garrett Hedlund en Natasha Lyonne.

## Verhaal
In de jaren 1940 zet het federaal narcoticabureau onder leiding van de racistische Harry J. Anslinger een undercoveroperatie op poten om de beroemde maar drugverslaafde jazz-zangeres Billie Holiday te kunnen arresteren. De operatie wordt uitgevoerd door agent Jimmy Fletcher, die na een poos gevoelens krijgt voor haar.

## Rolverdeling
| Acteur               | Personage               |
| -------------------- | ----------------------- |
| Andra Day            | Billie Holiday          |
| Trevante Rhodes      | Jimmy Fletcher          |
| Garrett Hedlund      | Harry J. Anslinger      |
| Natasha Lyonne       | Tallulah Bankhead       |
| Da'Vine Joy Randolph | Roslyn                  |
| Evan Ross            | Sam Williams            |
| Dana Gourrier        | Sadie                   |
| Erik LaRay Harvey    | Monroe                  |
| Melvin Gregg         | Joe Guy                 |
| Miss Lawrence        | Miss Freddy             |
| Tone Bell            | John Levy               |
| Rob Morgan           | McKay                   |
| Tristan D. Lalla     | Mr. Jordon Green        |
| Randy Davison        | Senator Joseph McCarthy |

## Productie
In juni 2018 werd bericht dat Lee Daniels plannen had om Billie, een biografische film over jazz-zangeres Billie Holiday, te regisseren. Het script voor het project werd geschreven door Suzan-Lori Parks en gebaseerd op het non-fictieboek Chasing the Scream (2015) van auteur Johann Hari. Zangeres Andra Day en Lakeith Stanfield werden aanvankelijk overwogen als hoofdrolspelers.
Ondanks plannen om in januari 2019 aan de opnames te beginnen in New Orleans (Louisiana) sleepte het project aan. Day bleef bij project betrokken, maar Stanfield haakte af en werd uiteindelijk vervangen door Trevante Rhodes. In september 2019 werd de cast bekendgemaakt en een maand later gingen de opnames in de Canadese stad Montreal van start. In december 2019 werden de opnames afgerond.

## Release
In juli 2020 werden de distributierechten verkocht aan Paramount Pictures, dat een bedrag van acht cijfers betaalde voor de film. De Amerikaanse bioscooprelease werd vervolgens aangekondigd voor 26 februari 2021. In januari 2021 nam streamingdienst Hulu de distributie van Paramount over.

## Prijzen en nominaties
| Jaar | Prijs                  | Categorie                | Genomineerde(n)           | Uitslag     |
| ---- | ---------------------- | ------------------------ | ------------------------- | ----------- |
| 2021 | Golden Globes          | Beste actrice (drama)    | Andra Day                 | Gewonnen    |
| 2021 | Golden Globes          | Beste originele nummer   | Andra Day, Raphael Saadiq | Genomineerd |
| 2021 | Critics' Choice Awards | Beste actrice            | Andra Day                 | Genomineerd |
| 2021 | Critics' Choice Awards | Beste grime en haarstijl | Beste grime en haarstijl  | Genomineerd |
| 2021 | Critics' Choice Awards | Beste originele nummer   | Andra Day, Raphael Saadiq | Genomineerd |
| 2021 | Academy Awards         | Beste actrice            | Andra Day                 | Genomineerd |

## Trivia
- In 1972 was Billie Holiday ook al het onderwerp van de biografische film Lady Sings the Blues. In die film werd ze vertolkt door zangeres Diana Ross.